# Langenharjo (Margorejo)
Langenharjo is een bestuurslaag in het regentschap Pati van de provincie Midden-Java, Indonesië. Langenharjo telt 2765 inwoners (volkstelling 2010).